# 羅克維爾 (康乃狄克州)
羅克維爾（英語：Rockville）是位於美國康乃狄克州托蘭縣的一個人口普查指定地區。

## 地理
羅克維爾的座標為41°52′02″N 72°26′54″W / 41.86722°N 72.44833°W，而該地最高點為海拔高度119米（即390英尺）。

## 人口
根據2010年美國人口普查的數據，羅克維爾的面積為1.80平方千米，當中陸地面積為1.76平方千米，而水域面積為0.04平方千米。當地共有人口7474人，而人口密度為每平方千米4,152人。